# Vallée du Galeizon
Vallée du Galeizon este o arie protejată (sit de importanță comunitară — SCI) din Franța întinsă pe o suprafață de 8.637 ha, integral pe uscat.

## Localizare
Centrul sitului Vallée du Galeizon este situat la coordonatele 44°10′45″N 3°57′29″E / 44.17917°N 3.95806°E.

## Înființare
Situl Vallée du Galeizon a fost declarat arie specială de conservare în baza directivei 92/43 din 1992 referitoare la conservarea habitatelor naturale și a faunei și florei sălbatice pentru a proteja 16 specii de animale.

## Biodiversitate
Situată în ecoregiunea mediteraneană, aria protejată conține 16 habitate naturale: Râuri mediteraneene cu debit permanent și vegetație de Glaucium flavum, Formațiuni montane de Cytisus purgans, Fânețe de joasă altitudine (Alopecurus pratensis, Sanguisorba officinalis), Păduri aluvionare cu Alnus glutinosa și Fraxinus excelsior (Alno-Padion, Alnion incanae, Salicion albae), Păduri de Castanea sativa, Iazuri temporare mediteraneene, Râuri mediteraneene cu debit permanent cu specii de Paspalo-Agrostidion și galerii riverane de Salix și de Populus alba, Izvoare petrifiante cu formare de travertin (Cratoneurion), Ape puternic oligomezotrofe cu vegetație bentonică cu Chara spp., Râuri de munte și vegetația lor lemnoasă cu Salix elaeagnos, Pajiști uscate europene, Matorral arborescenți cu Juniperus spp., Pante stâncoase silicioase cu vegetație casmofită, Păduri de pin (sub-) mediteraneene cu pini negri endemici, Pajiști uscate seminaturale și facies de acoperire cu tufișuri pe substraturi calcaroase (Festuco-Brometalia) (* situri importante pentru orhidee), Roci stâncoase cu vegetație pionieră de Sedo-Scleranthion sau Sedo albi-Veronicion dillenii.
La baza desemnării sitului se află mai multe specii protejate:
- mamifere (9): liliac cârn (Barbastella barbastellus), castor (Castor fiber), liliac cu aripi lungi (Miniopterus schreibersii), liliac cu urechi de șoarece (Myotis blythii), liliac cărămiziu (Myotis emarginatus), liliac comun (Myotis myotis), liliacul mediteranean cu potcoavă (Rhinolophus euryale), liliacul mare cu potcoavă (Rhinolophus ferrumequinum), liliacul mic cu potcoavă (Rhinolophus hipposideros)
- nevertebrate (4): Austropotamobius pallipes, Gomphus graslinii, Macromia splendens, Oxygastra curtisii
- pești (3): Barbus meridionalis, zglăvoacă (Cottus gobio), clean dungat (Telestes souffia)

Pe lângă speciile protejate, pe teritoriul sitului au mai fost identificate 11 specii de mamifere.